# Le Droit humain (France)
Pour les articles homonymes, voir Droit humain.
La fédération française du « Droit humain » (DH), fondée en 1921, est la première et la plus ancienne fédération de l'Ordre maçonnique mixte international « le Droit humain ».

## Histoire

### Les fondateurs
Maria Deraismes, militante des droits de la femme et de l'enfant, fut initiée le 14 janvier 1882 à la loge « Les Libres Penseurs » du Pecq, près de Versailles. Cette loge de la Grande Loge symbolique écossaise se détache de ce fait de son obédience. Elle ouvrait la voie à l'initiation féminine.
Entre 1890 et 1893, Maria Deraismes et le docteur Georges Martin conçoivent une structure maçonnique capable d'admettre les femmes au sein de loges mixtes. Le 4 avril 1893, ils fondent avec quinze autres femmes initiées par leur soin, la Grande Loge symbolique écossaise - Le Droit humain. Les seize membres fondateurs de la première loge mixte maçonnique au Rite écossais ancien et accepté sont :
- Maria Deraismes
- Georges Martin
- Marie Béquet de Vienne
- Louise David[3] ;
- Charlotte Duval
- Anna Féresse-Deraismes (sœur de Maria)
- Élisa Lévy-Maurice
- Maria Arundale-Martin (sœur ainé de Francesca Arundale)
- Marie-Georges Martin (épouse de Georges Martin)
- Florestine Mauriceau (sœur d'Eliska Vincent)
- Julie Pasquier
- Dr Marie Pierre (sœur d'Eugénie Potonié-Pierre)
- Myrtille Rengnet (sœur de Maria Pognon)
- Clémence Royer
- Eliska Vincent
- Louisa Wiggishoff

### L'Ordre mixte et international
L'Ordre maçonnique mixte international « le Droit humain » est constitué le 11 mai 1901 par la création du Suprême Conseil. Un convent international est prévu en 1914, mais la guerre empêchera de le réunir. C'est lors du 1er convent international de Paris, en août 1920, réunissant 300 loges de France (et des colonies), des États-Unis, des Pays-Bas, d'Italie, de Grande-Bretagne et de Suisse, que l'Ordre maçonnique mixte international « le Droit humain » voit officiellement le jour et lors duquel les délégués votent et approuvent la constitution internationale qui régit l'Ordre.

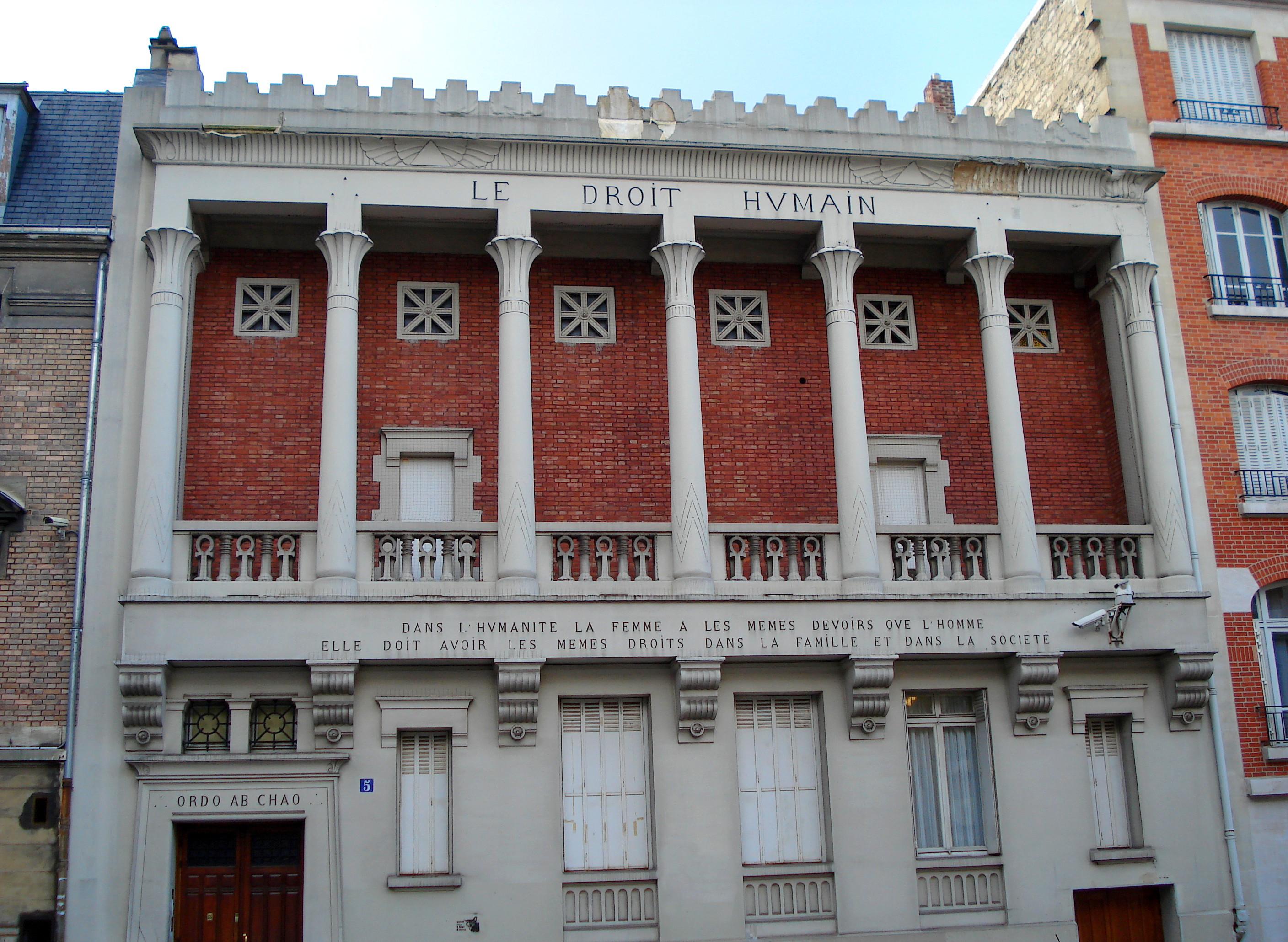
Le bâtiment historique, 5 rue Jules-Breton (13e arrond. de Paris).
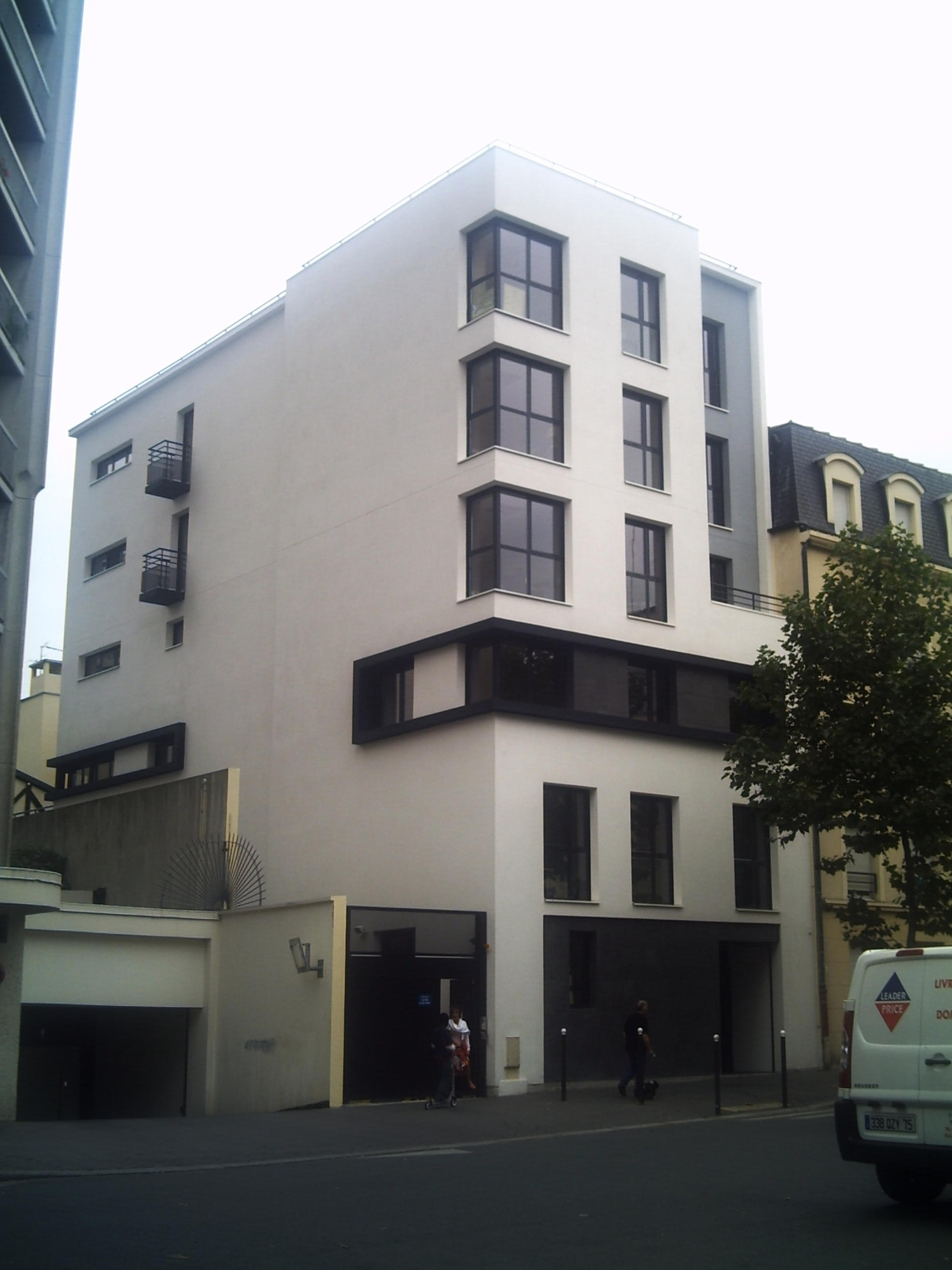
Siège de la Fédération française du « Droit humain » à Paris.

## Fédération française du «Droit humain»
La fédération française du « Droit humain » est une association loi de 1901. Elle se crée concomitamment à l'ordre international et devient sa juridiction en France en 1921. Elle a son siège au 9 rue Pinel, 75013, Paris. 
Elle pratique majoritairement le Rite écossais ancien et accepté (REAA) du 1er au 33e degré, et travaille sur des sujets symboliques et sociétaux. La continuité initiatique des 33 degrés du REAA, voulue par l'ordre, est gérée par une structure maçonnique unique, le Suprême Conseil universel mixte « le Droit Humain ».

### La direction de la fédération française
Les dirigeants de la fédération portent le titre de :  « Présidents du Conseil national », dénommés « Grands maîtres nationaux » depuis 2015, sont élus parmi les 39 conseillers nationaux.
- Marguerite Martin (1946-1947)
- Jacques Cellerin (1947-1950)
- Élisa Maillard (1950-1951)
- Lucie Delong (1951-1953)
- Raymond Jalu (1953-1954)
- Odette Boyau (1954-1956)
- André Clément (1956-1959)
- Rémy Boyau (1959-1963)
- Pierre Brillaud (1963-1965)
- Pierre Brenier (1965-1967)
- Marthe Veaux (1967-1971)
- Charles Goillot (1971-1973)
- François Rondeau (1973-1974)
- Marcelle Sorhaitz (1974-1975)
- Rénale Jamet (1975-1978)
- Yvette Lucantis (1978-1981)
- Élise Rouet (1981-1982)
- Pierre Commun (1982-1984)
- Marie-Josèphe Gut (1984-1986)
- Claude Grenier (1986-1988)
- Liliane Goëau-Brissonnière (1988-1989)
- Janine Pinault (1989-1991)
- Évelyne Rauzières (1991-1992)
- Jacqueline Neyrat (1992-1993)
- Claude Caudal (1993-1995)
- Danièle Juette (1995-1997)
- Alain Sède (1997-1999)
- Nicole Pruniaux (1999-2001)
- Sylvia Graz (2001-2003)
- Marie-Noëlle Daviller (2003-2005)
- Jean Eisenbeis (2005-2007)
- Michel Payen (2007-2010)
- Jacques Samouélian (2010-2013)
- Michel Meley (2013-2015)
- Madeleine Postal (2015-2016)
- Alain Michon (2016-2019)
- Georges Voileau (2019-2021)
- Amande Pichegru (2021-2023)
- Sylvain Zeghni (depuis 2023).

Le représentant du Suprême Conseil est la première autorité initiatique de l'Ordre dans la fédération ; il porte le titre de « Très Puissant Grand Commandeur » de celle-ci. Sont présidents du Grand Conseil.
- Lucie Delong ;
- André Clément ;
- Germaine Bouzanquet ;
- Marc Grosjean ;
- Elise Rouet (1990-1997) ;
- Camille Giudicelli ;
- Michel Quettier ;
- Yvette Ramon (2007-2012) ;
- Jean Eisenbeis (2012-2017) ;
- Claudine Fradet (2017-2022) ;
- Michel Meley (depuis 2022)

## Présence dans le monde
La Fédération française est implantée en France métropolitaine, aux Antilles (Guyane, Martinique et Guadeloupe), dans l'Océan Indien (La Réunion, Mayotte), en Océanie et Polynésie (Nouvelle-Calédonie, Tahiti). Partie prenante de la « maçonnerie française », elle a participé à la création de l'Espace maçonnique européen.
- Union européenne :

Dialogue au sein de la Commission européenne auprès du BEPA (Bureau des conseillers politiques de la CE).
Groupe de travail du COMALACE (Contribution des obédiences maçonniques adogmatiques et libérales à la construction européenne) rassemblant quatorze obédiences différentes.
Présence à l'AME (Alliance maçonnique européenne) pour faire entendre les valeurs et les principes maçonniques auprès du Parlement Européen.
- Méditerranée :

Membre de l'UMM (Union maçonnique pour la Méditerranée). Une quinzaine d'obédiences du pourtour méditerranéen se réunissent chaque année sur un thème différent et initie un colloque ouvert au public.
- Afrique :

Les loges africaines se sont constituées en Fédération ouest-africaine du DH, qui est représentée au Suprême Conseil de l'Ordre. La Fédération française participe aux  Rencontres humanistes et fraternelles d’Afrique francophone et de Madagascar (REHFRAM) ayant lieu chaque année dans un pays africain différent. Ces REHFRAM sont organisés par la Conférence des puissances maçonniques d'Afrique et de Madagascar (CPNAM) réunissant les obédiences nationales et adogmatiques du continent africain. Y sont invités les obédiences amies européennes.
Participation au  Groupe fraternel d'étude des questions africaines GFEQA, association française inter-obédientielle se réunissant à Paris et organisant un colloque annuel sur les problématiques africaines.
- Monde :

Un temps membre du Centre de liaison et d'information des puissances maçonniques signataires de l'appel de Strasbourg (CLIPSAS) réunissant 71 obédiences au niveau mondial, la Fédération Française du Droit Humain a quitté l'organisation. Le CLIPSAS est désormais observateur auprès du Conseil économique et social des Nations unies (ECOSOC).

### Sources et bibliographie
- Les archives de la fédération française du Droit humain sont conservées aux Archives nationales sous la cote 117 AS.
- Andrée Prat et Colette Loubatière, L'ordre maçonnique, le Droit humain, PUF, coll. « « Que sais-je » », 2003 (ISBN 9782130625520, lire en ligne )